# Digital PR
Le Digital PR sono quelle attività online volte a promuovere prodotti, servizi, progetti o eventi di un'azienda o di un'organizzazione attraverso relazioni digitali.

## Descrizione
La possibilità che gli utenti hanno oggi di recensire e commentare ogni tipo di prodotto o servizio, rende necessaria una forma di relazione più diretta e reciproca e non più rivolta genericamente ai soli professionisti come in passato.
Di fatto il pubblico di riferimento di queste relazioni pubbliche non è più il giornalista e gli altri professionisti (stakeholders, manager, dipendenti, fornitori, giornalisti, banche, enti governativi), ma anche clienti ed utenti finali, tutti coloro che scrivono e commentano online e che hanno la capacità di influenzare in qualche modo l'utenza: opinion leader, community manager, blogger, gestori di profili e utenti rilevanti dei social network.
Si è così trasformato il ruolo del comunicatore e portato l'affermazione delle nuove PR, che diventano Digital PR, che, per la natura intrinseca dei digital media, avvicinano le attività del comunicatore a quelle del marketer, tanto è vero che è difficile delimitare gli ambiti di competenza delle Digital PR e del Marketing digitale.
L'obiettivo resta comunque quello di diffondere e far circolare notizie corrette e positive per il prodotto, servizio, progetto o evento che si vuole promuovere. Per dirla con Andy Sernovitz “Il marketing del passaparola consiste nel guadagnare raccomandazioni positive”.
Oltre a migliorare la reputazione del brand, che sono gli obiettivi principali delle PR, le Digital PR consentono anche di ottenere backlink di qualità, che migliorano complessivamente il livello SEO del sito linkato dai contenuti diffusi. 
Le aziende che usano le Digital PR sono primariamente quelle che vendono i propri prodotti o servizi online e quelle che si occupano di moda, tecnologie, spettacolo e divertimento, alimentazione e benessere.
Da qualche anno hanno fatto la comparsa in questo mondo anche le aziende farmaceutiche e quelle legate al mondo della salute. L'abitudine degli utenti, che in questo caso sono soprattutto pazienti, alla verifica o alla ricerca di informazioni riguardo alla propria salute on line, ha indotto gli studiosi di marketing farmaceutici a creare il termine "e-patient".

### Strumenti
Gli strumenti attraverso i quali opera chi si occupa di digital PR sono:
- Blog
- Forum
- Siti di prodotto/servizio
- Reti sociali
- Testate e riviste on line
- Social Media in generale

### Attività
Le attività essenziali di chi fa digital PR sono primariamente:
- L'aggiornamento costante e continuo riguardo alle piattaforme, alle comunità e ai canali in cui il target è presente e attivo
- La stesura di contenuti che oggi devono anche rispettare alcune regole grammaticali e semantiche volute dai motori di ricerca
- La gestione di profili social propri e dei propri clienti
- Il coinvolgimento dei suoi contatti nel progetto
- La creazione e l'alimentazione del passaparola (o più tecnicamente WOM Word of Mouth)
- Una buona gestione dei servizi di assistenza e postvendita[4]
- Il monitoraggio della rete e di quanto si dice on line riguardo a quel prodotto, servizio, progetto o evento
- L'individuazione di alcuni indicatori per valutare il proprio lavoro